# 1908년 하계 올림픽 레슬링
1908년 하계 올림픽 레슬링은 영국 런던에서 개최된 1908년 하계 올림픽의 경기 종목이다. 1908년 7월 20일부터 25일까지 경기가 진행되었으며, 14개국에서 선수 115명이 참가하였다.

## 경기장
| 도시 | 경기장               | 원어명             | 비고 |
| ---- | -------------------- | ------------------ | ---- |
| 런던 | 화이트 시티 스타디움 | White City Stadium |      |

## 참가국
레슬링 종목은 14개국에서 선수 115명이 참가하였다.
| - 네덜란드 (9명) - 노르웨이 (1명) - 덴마크 (11명) - 독일 (1명) - 러시아 제국 (4명) | - 미국 (6명) - 벨기에 (4명) - 보헤미아 (4명) - 스웨덴 (9명) - 영국 (53명) | - 이탈리아 (1명) - 캐나다 (1명) - 핀란드 (4명) - 헝가리 (7명) |

## 메달리스트
| 종목                                  | 금                           | 은                           | 동                          |
| ------------------------------------- | ---------------------------- | ---------------------------- | --------------------------- |
| 남자 자유형 밴텀급 자세히             | 조지 메너트 · 미국           | 윌리엄 프레스 · 영국         | 오베르 코테 · 캐나다        |
| 남자 자유형 페더급 자세히             | 조지 돌 · 미국               | 제임스 슬림 · 영국           | 윌리엄 맥키 · 영국          |
| 남자 자유형 라이트급 자세히           | 조지 드 렐리스코 · 영국      | 윌리엄 우드 · 영국           | 알버트 긴젤 · 영국          |
| 남자 자유형 미들급 자세히             | 스탠리 베이컨 · 영국         | 조지 드 렐리스코 · 영국      | 프레더릭 벡 · 영국          |
| 남자 자유형 헤비급 자세히             | 콘 오켈리 · 영국             | 야코브 군데르센 · 노르웨이   | 에드워드 베릿 · 영국        |
| 남자 그레코로만형 라이트급 자세히     | 엔리코 포로 · 이탈리아       | 니콜라이 오를로프 · 러시아   | 아르보 린덴 · 핀란드        |
| 남자 그레코로만형 미들급 자세히       | 프리티오프 모르텐손 · 스웨덴 | 마우리츠 안데르손 · 스웨덴   | 안데르스 안데르손 · 덴마크  |
| 남자 그레코로만형 라이트헤비급 자세히 | 베르네르 베크만 · 핀란드     | 위리외 사렐라 · 핀란드       | 카를 옌센 · 덴마크          |
| 남자 그레코로만형 슈퍼헤비급 자세히   | 베이즈 리차르드 · 헝가리     | 알렉산드르 페트로프 · 러시아 | 쇠렌 마리누스 옌센 · 덴마크 |

## 메달 집계
| 순위 | 국가        | 금메달 | 은메달 | 동메달 | 합계 |
| ---- | ----------- | ------ | ------ | ------ | ---- |
| 1    | 영국        | 3      | 4      | 4      | 11   |
| 2    | 미국        | 2      | 0      | 0      | 2    |
| 3    | 핀란드      | 1      | 1      | 1      | 3    |
| 4    | 스웨덴      | 1      | 1      | 0      | 2    |
| 5    | 이탈리아    | 1      | 0      | 0      | 1    |
| 5    | 헝가리      | 1      | 0      | 0      | 1    |
| 7    | 러시아 제국 | 0      | 2      | 0      | 2    |
| 8    | 노르웨이    | 0      | 1      | 0      | 1    |
| 9    | 덴마크      | 0      | 0      | 3      | 3    |
| 10   | 캐나다      | 0      | 0      | 1      | 1    |
| 합계 | 합계        | 9      | 9      | 9      | 27   |

## 참고 자료
- 국제 올림픽 위원회 - 1908년 하계 올림픽 그레코로만형 레슬링 경기 결과 (영어)
- 국제 올림픽 위원회 - 1908년 하계 올림픽 자유형 레슬링 경기 결과 (영어)
- (영어) “Wrestling at the 1908 London Summer Games”. sports-reference.com. 2016년 7월 20일에 원본 문서에서 보존된 문서. 2011년 6월 10일에 확인함.
- (영어) De Wael, Herman. “Herman's Full Olympians: "Freestyle Wrestling 1908".”. 2005년 11월 1일에 원본 문서에서 보존된 문서. 2011년 6월 10일에 확인함.
- (영어) De Wael, Herman. “Herman's Full Olympians: "Greco-Roman Wrestling 1908".”. 2005년 3월 1일에 원본 문서에서 보존된 문서. 2011년 6월 10일에 확인함.
- Cook, Theodore Andrea (1908). 《The Fourth Olympiad, Being the Official Report》. London: British Olympic Association.

| 올림픽 레슬링 |                                     |               |
| 이전 대회     | 1908년 하계 올림픽 레슬링 런던 1908 | 다음 대회     |
| 아테네 1906   | 1908년 하계 올림픽 레슬링 런던 1908 | 스톡홀름 1912 |